# Renegade Ops
Renegade Ops là một game thuộc thể loại đua xe bắn súng góc nhìn từ trên xuống với những yếu tố nhập vai do hãng Avalanche Studios phát triển và Sega phát hành cho Microsoft Windows, PlayStation 3 và Xbox 360. Renegade Ops đã được công bố vào ngày 30 tháng 3 năm 2011, và phát hành vào ngày 13 tháng 9 năm 2011 cho PlayStation 3 và 14 tháng 9 năm 2011 cho Xbox 360. Phiên bản Microsoft Windows của trò chơi đã được phát hành vào ngày 26 tháng 10 năm 2011.
Trailer về lối chơi được phát hành vào ngày 17 tháng 5 năm 2011. Phiên bản Steam của trò chơi bao gồm Gordon Freeman và xe buggy mà anh sử dụng trong Half-Life 2 của Valve Corporation là nhân vật và mẫu xe dạng như phần thưởng thêm vào, và Antlion, từ cùng game là một loại vũ khí đặc biệt được bổ sung thêm.

## Đón nhận
Game hiện đang nắm giữ số điểm là 81 và 80 cho Xbox 360 và PlayStation 3 trên Metacritic, cho thấy phần lớn đều là đánh giá tích cực. Tính đến năm 2011, trò chơi đã bán được hơn 25.000 bản trên Xbox Live Arcade.